# 李仲寓
李仲寓（958年—994年），字叔章，南唐后主李煜长子，大周后所生，其弟為岐懷獻王李仲宣，姨母小周后。

## 生平
初封清源郡公，国亡北迁，宋授右千牛卫大将军，居后主丧，哀毁逾制，太宗临朝，遣使劳问，终丧，赐积珍坊第一区，久之，自言族大家贫，求治郡，拜郢州刺史，在郡以宽简为治，吏民安之，淳化五年，八月，卒，年三十七，子正言好学，早卒，于是后主之后遂绝，初，江南闻后主凶问，父老皆巷哭，及是，其嗣续殄绝，遗民犹为之兴悼云。 

## 子孙
- 李正言，早卒